# Filder (FFH-Gebiet)
Das FFH-Gebiet Filder ist ein im Jahr 2005 durch das Regierungspräsidium Stuttgart nach der Richtlinie 92/43/EWG (Fauna-Flora-Habitat-Richtlinie) angemeldetes Schutzgebiet (Schutzgebietskennung DE-7321-341) im deutschen Bundesland Baden-Württemberg. Mit Verordnung des Regierungspräsidiums Stuttgart zur Festlegung der Gebiete von gemeinschaftlicher Bedeutung vom 30. Oktober 2018 (in Kraft getreten am 11. Januar 2019), wurde das Schutzgebiet ausgewiesen. 

## Lage
Das 697,0 Hektar große Schutzgebiet gehört zum Naturraum 106 - Filder innerhalb der naturräumlichen Haupteinheit 10 - Schwäbisches Keuper-Lias-Land. Seine über die Filderhochfläche und das Neckartal verteilten Teilgebiete erstrecken sich über die Gemarkungen von sieben Städten und Gemeinden im Landkreis Esslingen und über die Landeshauptstadt Stuttgart:
- Stuttgart - 376,38 ha = 55 %
- Wernau (Neckar) - 111,52 ha = 16 %
- Deizisau - 55,76 ha = 8 %
- Denkendorf - 41,82 ha = 6 %
- Köngen - 41,82 ha = 6 %
- Ostfildern - 27,88 ha = 4 %
- Unterensingen - 20,91 ha = 3 %
- Esslingen am Neckar - 13,94 ha = 2 %

## Beschreibung, Schutzzweck
Es handelt sich um neun kleinere Teilgebiete mit Buchenwäldern an Talhängen, artenreichen Wiesen und Streuobstwiesen im Ballungsraum von Stuttgart bei Plieningen, ausgekiesten Baggerseen in der Neckaraue mit Weichholzaue und Hochstaudenfluren.
Lebensraumtypen (in Hektar)
gemäß Standard-Datenbogen
|                                           |                                           |  |      |      |
| 3150 - Natürliche nährstoffreiche Seen    | 3150 - Natürliche nährstoffreiche Seen    |  | 19.1 | 19.1 |
| 6510 - Magere Flachland-Mähwiesen         | 6510 - Magere Flachland-Mähwiesen         |  | 12.0 | 12.0 |
| 7220 - Kalktuffquellen                    | 7220 - Kalktuffquellen                    |  | 0.1  | 0.1  |
| 9130 - Waldmeister-Buchenwald             | 9130 - Waldmeister-Buchenwald             |  | 59.9 | 59.9 |
| 91E0 - Auen-Wälder mit Erle, Esche, Weide | 91E0 - Auen-Wälder mit Erle, Esche, Weide |  | 11.7 | 11.7 |
|                                           |                                           |  |      |      |

Lebensraumklassen (Anteil der Gesamtfläche)
|                                                                       |                                                                       |  |      |      |
| N06 - Binnengewässer (stehend und fließend)                           | N06 - Binnengewässer (stehend und fließend)                           |  | 3 %  | 3 %  |
| N16 - Laubwald                                                        | N16 - Laubwald                                                        |  | 29 % | 29 % |
| N19 - Mischwald                                                       | N19 - Mischwald                                                       |  | 38 % | 38 % |
| N17 - Nadelwald                                                       | N17 - Nadelwald                                                       |  | 4 %  | 4 %  |
| N10 - Feuchtes und mesophiles Grünland                                | N10 - Feuchtes und mesophiles Grünland                                |  | 16 % | 16 % |
| N15 - Anderes Ackerland                                               | N15 - Anderes Ackerland                                               |  | 3 %  | 3 %  |
| N21 – Nicht-Waldgebiete mit hölzernen Pflanzen (Obsthaine, Weinberge) | N21 – Nicht-Waldgebiete mit hölzernen Pflanzen (Obsthaine, Weinberge) |  | 1 %  | 1 %  |
| N08 - Heide, Gestrüpp, Macchia, Garrigue, Phrygana                    | N08 - Heide, Gestrüpp, Macchia, Garrigue, Phrygana                    |  | 6 %  | 6 %  |
|                                                                       |                                                                       |  |      |      |

### Zusammenhängende Schutzgebiete
Mehrere Landschaftsschutzgebiete sind ganz oder teilweise mit dem FFH-Gebiet deckungsgleich. Das Vogelschutzgebiet Vorland der mittleren Schwäbischen Alb (Vogelschutzgebiet) berührt das FFH-Gebiet an zwei Stellen in Neckartal.
Folgende Naturschutzgebiete liegen im FFH-Gebiet:
- Am Rank (Röhmsee)
- Denkendorfer Erlachsee
- Grienwiesen (Schülesee)
- Häslachwald
- Weidach- und Zettachwald
- Wernauer Baggerseen